# 黄善美
黄 善美（Hwang Sun Mi、ファン・ソンミ、1963年 - ）は韓国の童話作家。忠清南道洪城郡出身。

## 略歴
1963年、忠清南道洪城郡に生まれる。1995年に短編『구슬아, 구슬아』（玉よ玉よ）で児童文学評論新人文学賞を、中篇『마음에 심는 꽃(心に植える花)』で農民文学賞を受賞し、文壇デビューした。『나쁜 어린이표(悪い子供票)』は、子供の視線を通じて大人を批判し、子供と大人の正しいコミュニケーションを模索した作品であり、代表作である『마당을 나온 암탉(庭を出ためんどり)』はひよこを産みたい希望を持っていたメンドリが、安楽に暮らしていた養鶏場を離れ、偶然にもマガモの卵を抱き愛で育て、最後は自分の命をイタチに奪われる話である。また、童話創作の拡大のために2006年には本格的な童話創作論である『동화 창작의 즐거움(童話創作の楽しさ)』を出版した。

## 年譜
- 1963年、忠清南道洪城郡に生まれる。[1]
- 1995年、児童文学評論新人文学賞受賞。
- 1995年、農民文学賞受賞。
- 1997年、耽羅文学賞受賞。

## 代表作品
- 1995年、구슬아, 구슬아(玉よ玉よ)、마음에 심는 꽃（心に植える花）[2][3]
- 1997年、앵초의 노란 집(エンチョの黄色い家)
- 1999年、나쁜 어린이표(悪い子供票)
- 2000年、마당을 나온 암탉(庭を出たメンドリ)
- 2003年、일기 감추는 날(日記隠す日)
- 2004年、넌 누구야(君は誰)
- 2007年、초대받은 아이들(招待された子供たち)、울타리를 넘어서(塀を越えて)
- 2009年、내 푸른 자전거(私の青い自転車)、주문에 걸린 마을(呪文のかかった町)、도대체 넌 뭐가 될 거니(一体君は何になるの)、도둑님 발자국(泥棒の足跡)
- 2010年、바람이 사는 꺽다리 집(風が住むのっぽ屋)、뻔뻔한 실수(図々しい間違い)、막다른 골목집 친구(袋小路の友達)、소리없는 아이들(声のない子供)
- 2011年、사라진 조각(なくなった破片) 、바다로 가는 은빛 그물(海に行く銀色の網)
- 2012年、열한 살의 가방(11歳のカバン)、일곱빛깔 독도 이야기(七色独島物語)
- 2013年、신나게 자유롭게 뻥(楽しく自由にパン)